# Roter Bau (Biberach)
Der Rote Bau (örtlich auch Kloster, Hospital, Frauenarbeitsschule, Obdachlosen- und Asylbewerberheim genannt) ist ein symmetrisch angelegter dreigeschossiger Sichtbacksteinbau in Biberach an der Riß in Oberschwaben. Der Rote Bau hat den Status eines städtischen Kulturdenkmales.

## Lage
Der Rote Bau liegt außerhalb der Altstadt, an der Ecke Waldseer Straße/Königsbergallee, gegenüber der Agentur für Arbeit Biberach innerhalb der Anlage des Bürgerheims auf einem Grundstück von 800 m².

## Geschichte und Verwendung
In den Jahren 1867/68 ließ der Schreinermeister und Ornatfabrikant Carl Friedrich Neff die ursprünglich viel größer geplante Anlage als Schwesternhaus für die 1846 in Ehingen begründete Kongregation der Christlichen Barmherzigkeit vom III. Orden des Heiligen Franziskus errichten. Architekt war Bezirksbaurat Carl Josef Banholzer. Der Bau wurde nach der Fertigstellung des Südflügels nicht weitergeführt. Der Nordflügel sowie ein Mittelbau mit Kapelle wurden nicht ausgeführt. Nur kurze Zeit bis 1869 war es das Mutterhaus der Kongregation. Die Schwestern, besser bekannt als Franziskanerinnen von Reute, verlegten zu Beginn des Deutsch-Französischen Kriegs ihr Mutterhaus nach Reute, einem Ortsteil von Bad Waldsee. Der Rote Bau war während dieses Kriegs ein Lazarett mit 100 Betten und 20 aus Reute abgestellten Schwestern. Danach war er kurzzeitig eine Frauenarbeitsschule und Firmensitz der Carl Neff Kunststickereianstalt Württemberg.
Im Jahre 1876 erwarb der Hospital zum Heiligen Geist die unvollendete Anlage zur Verwendung als Neues Hospital bis zum Jahre 1912, später als Altenheim. Die Uhrengiebel auf der Vorder- und Rückseite des Hauptgebäudes wurden in den Jahren 1898/99 hinzugefügt. Innerhalb des Gebäudes befanden sich auch Sektionszimmer, Irrenzellen, Kratzanstalt und Totenkammer. Nachdem 1887 das Armen- und Pockenhaus bei der Magdalenenkirche abgebrannt war, kamen auch diese Patienten in den Roten Bau.
Am 26. Oktober 1970 beschloss der Gemeinderat im Rahmen eines Gesamtkonzeptes für das aus mehreren Gebäuden bestehende, nördlich gelegen hinten anliegende Bürgerheim, den Abriss des Roten Baues. Der Bau wurde aber nicht abgerissen, weil er ab 1980 eine vorübergehende Nutzung für städtische Ämter fand. Seit 1989 wurde er als Wohnheim genutzt, nacheinander für Spätaussiedler, Asylbewerber und Obdachlose.
Das Gebäude wurde 2014 bis 2016 für ca. 4,9 Mio. € umfassend saniert und für eine Archivnutzung umgebaut. Seit September 2016 beherbergt es das Stadtarchiv der Stadt Biberach an der Riß und das Wieland-Archiv der Wieland-Stiftung.